# Saras
Saras — итальянская нефтеперерабатывающая компания. Штаб-квартира находится в Милане, основные производственные мощности — в коммуне Саррок на острове Сардиния. В 2019 году входила в список крупнейших компаний мира Forbes Global 2000 на 1985-м месте.

## История
Компания была основана в 1962 году Анджело Моратти. В 1965 году начал работу НПЗ в Сарроке. В середине 1990-х годах компания начала оптовую торговлю нефтепродуктами в Италии и Испании. В 2006 году компания провела размещение своих акций на Миланской фондовой бирже. В 2009 году была куплена сеть из 71 АЗС в Испании. В 2016 году начала работу торговая компания Saras Trading SA, филиал группы в Женеве (Швейцария).

## Собственники и руководство
Пост председателя правления с основания компании занимал Анджело Моратти, в 1981 году его сменил старший сын Джан Марко Моратти; после его смерти в 2018 году компанию возглавил Массимо Моратти. Кроме него в совет директоров входят ещё четыре члена семьи Моратти. Семье принадлежит 40 % акций Saras S.p.A.
В 2013 году 21 % акций компании купила «Роснефть», в 2015 году сократила долю до 12 %, а в 2017 году продала и оставшиеся акции.

## Деятельность
Основной производственный актив компании — нефтеперерабатывающий завод в Сарроке на острове Сардиния производительностью 300 тыс. баррелей в сутки (15 млн тонн в год, один из крупнейших в Средиземноморья). Мазут и другие тяжёлые фракции используются для производства электроэнергии на принадлежащей компании теплоэлектростанции; она вырабатывает 4 млрд кВт-часов в год, что составляет около половины потребления на Сардинии. Помимо этого, Saras принадлежит ветряная электростанция установленной мощностью 126 МВт (также на Сардинии).
Основными источниками нефти для компании на 2020 год являлись Ближний Восток (31 %), Россия и Прикаспий (27 %), северная Африка (22 %), западная Африка (13 %), Северное море (6 %).